# Dottenfelderhof

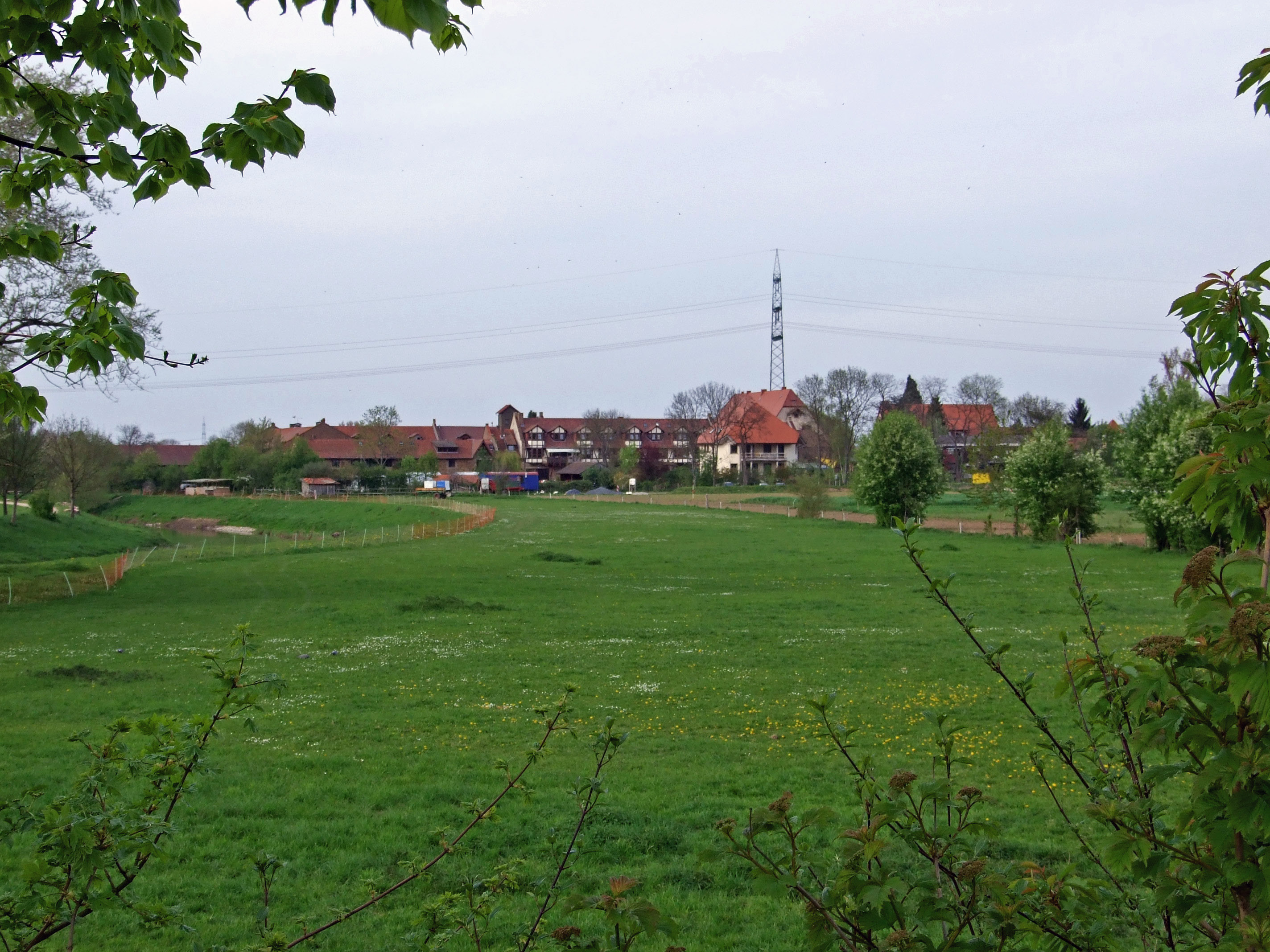
Ansicht des Dottenfelderhofs von der Büdinger Straße aus

Markenzeichen des Dottenfelderhofs. Die Schrifttype ist charakteristisch für Unternehmen im Umkreis der biologisch-dynamischen Landwirtschaft

Der Dottenfelderhof ist ein biologisch-dynamisch geführter Bauernhof in Bad Vilbel am südlichen Rand der Wetterau. Als „Sachgemeinschaft Dottenfelder Hofgut“ steht die gesamte Anlage unter Denkmalschutz. Die Landbauschule Dottenfelderhof e.V. und die Dottenfelder Bodenstiftung tragen den Hof mit den Zielen: Förderung der biologisch-dynamischen Landwirtschaft, Forschung, Züchtung und Ausbildung. Die Landwirtschaftsgemeinschaft Dottenfelderhof Ernst Becker und Co. KG, eine Gemeinschaft von Verbrauchern und Landwirten, bewirtschaftet den Hof nach Demeter-Richtlinien. Die dabei entstehenden Produkte werden im Holzofenbackhaus, in der Konditorei und der Käserei weiter verarbeitet sowie im Hofladen, Café und der Marktbeschickung vermarktet.

## Gebäude
Der Hof wird von Bauten umschlossen, dabei dominiert das zweigeschossige ehemalige Herrenhaus an der östlichen Schmalseite, das mit einem auf 1707 datierten Wappen von Andreas Brand, seinerzeit Abt des Klosters Ilbenstadt, versehen ist. An den übrigen Hofseiten befinden sich Wirtschaftsgebäude, die zum Teil für Wohnzwecke genutzt werden. Zum denkmalgeschützten Anwesen gehört auch ein von einer Bruchsteinmauer eingefriedeter Garten.

## Geschichte
Kaiser Otto II. schenkte 976 dem Hochstift Worms die Abtei Mosbach mit dem zugehörigen Besitz Dutdunueld. 1472 wurde der Hof vom Kloster Ilbenstadt unter Landsiedelrecht verpachtet. Er stand im Besitz des Klosters Ilbenstadt bis zu dessen Aufhebung 1803 und ist im Volksmund bis heute auch als „Paffehof“ (hochdeutsch „Pfaffenhof“) bekannt. Die Titular-Landgrafen von Hessen traten 1951 als Nachbesitzer im Zuge der Bodenreform den Hof an die Nassauische Siedlungsgesellschaft ab. Der Hof wurde bereits von 1946 bis 1958 biologisch-dynamisch bewirtschaftet. 1954 fand hier die Gründerversammlung des Demeter-Bund e.V. statt. 1968 pachtete eine Betriebsgemeinschaft von 5 Familien den Hof und bewirtschaftet ihn seitdem wieder biologisch-dynamisch. Um die Betriebsgemeinschaft herum gründete sich 1981 die Landwirtschaftsgemeinschaft Dottenfelderhof mit etwa 150 Mitgliedern. Diese begleiten die Betriebsgemeinschaft bei der Bewirtschaftung und finanzieren das Umlaufvermögen des Hofes. Ein Ziel der Landwirtschaftsgemeinschaft ist es, Verbraucher in das landwirtschaftliche Geschehen einzubinden. Der Hof ist heute im Besitz der Landbauschule Dottenfelderhof e. V., die 1974 gegründet wurde. Ihre Aufgaben sind die Sicherung der biologisch-dynamischen Bewirtschaftung des Hofes, die Züchtungs- und Forschungsarbeit und die Ausbildung. Seit 2018 sind zudem weitere 147 ha Land im Besitz der Dottenfelder Bodenstiftung.

## Die Landbauschule
Seit den 1970er Jahren veranstaltet die Landbauschule Dottenfelderhof e.V. jedes Jahr im Januar und im Februar einen Monatskurs zur Einführung in die biologisch-dynamische Landwirtschaft. Seit 1977 ist eine Zweigstelle des Instituts für biologisch-dynamische Forschung in Darmstadt in den Hof integriert. Außerdem bietet der Dottenfelderhof als Demonstrationsbetrieb Ökologischer Landbau Informationen über die Ökologische Landwirtschaft für Verbraucher, Schüler, Landwirte, Händler und Journalisten. Die Landbauschule Dottenfelder Hof e.V. in Bad Vilbel erhielt den Hessischen Tierschutzpreis für die artgerechte Tierhaltung des zur Schule gehörenden Betriebes sowie die Aufklärungsarbeit, durch die Besucher, Kinder und Schulklassen aus der Großstadt Einblick in die Arbeit eines landwirtschaftlichen Betriebes.

## Wirtschaftliche Tätigkeit
Der Dottenfelderhof bewirtschaftet zurzeit (2021) etwa 200 ha Land. Neben der Versorgung von Schweinen und der 80 Milchkühe nebst Nachzucht über das Grünland und Feldfutteranbau (Klee- und Luzerneuntersaaten, Zwischenfrüchte, Futterrüben) werden in einer vielgliedrigen Fruchtfolge Getreide, Kartoffeln, Möhren, Gemüse und Feldgemüse angebaut, daneben wird Obstbau betrieben. Das Getreide wird in einer eigenen Mühle vermahlen und in einer Holzofenbäckerei verarbeitet. Die Milch der Milchviehherde wird in der Käserei weiterverarbeitet. Auf dem Dottenfelderhof leben über 100 Menschen, über 130 Mitarbeiter sind in den verschiedenen Bereichen (Landwirtschaft, Forschung und Züchtung, Landbauschule, Vermarktung, Holzofenbäckerei) beschäftigt. Die Landwirtschaftsgemeinschaft Dottenfelderhof KG erhielt den Förderpreis Ökologischer Landbau 2002.
2020 wurde ein neuer Hofladen an der Einfahrt des Hofes mit eigenen, regionalen Öko-Produkten und einem Bio-Vollsortiment eröffnet. Ein Hofcafé mit hofeigener Küche lädt zum Verweilen ein.